# 芸術工科大学
芸術工科大学（げいじゅつこうかだいがく）は、美術や立体造形アート、造形芸術などの、実体のある芸術・美術作品をつくる、またデザインの教育研究などを主目的とした大学である。
日本で芸術工科大学の名称をもつ大学として、東北芸術工科大学 と神戸芸術工科大学がある。
類似の大学に芸術科学大学や美術工芸大学、工芸大学などがある。